# 蘇東啟

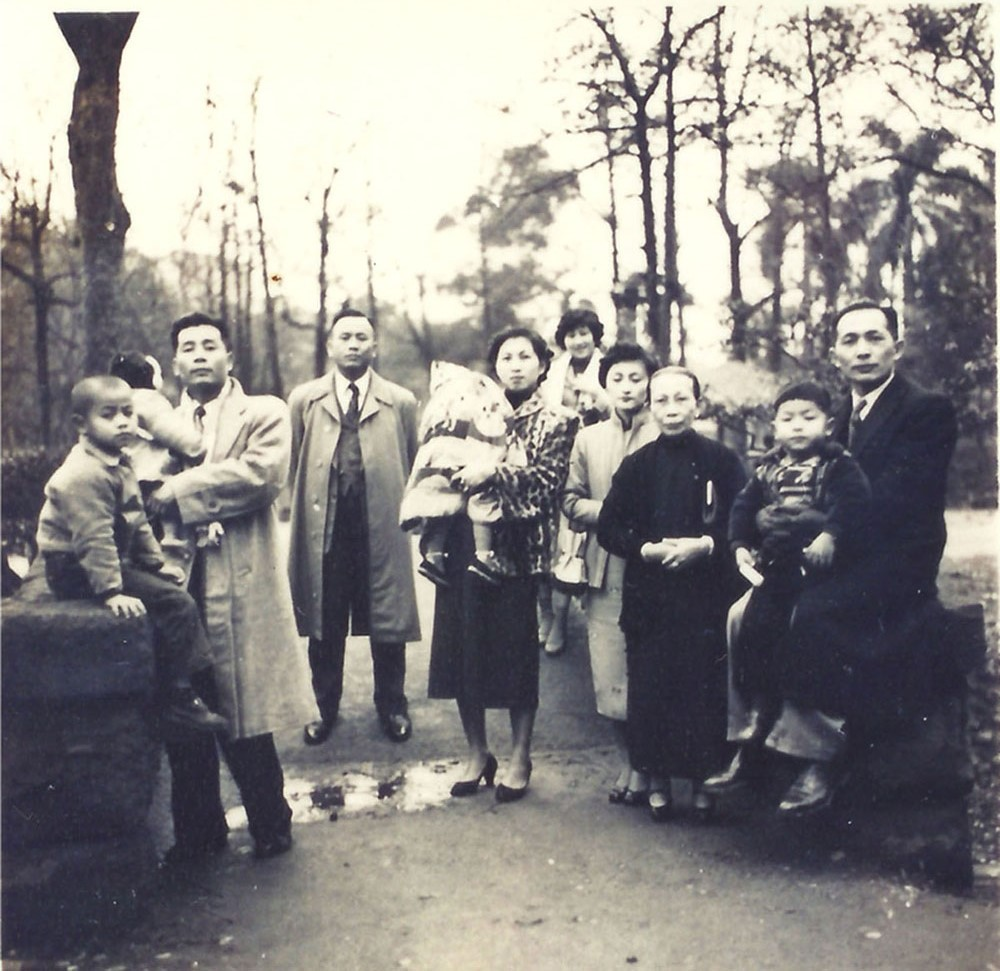
1956年，蘇東啟（左）與蘇洪月嬌（中）等合影於臺北的北投，兩人所抱者應有一人係次女蘇治芬(1953生)

蘇東啟（1923年11月26日—1992年2月9日），臺灣政治人物，生於日治臺灣臺南州北港郡北港街。北港公學校畢業後負笈日本，就讀東京關東中學，後考入日本中央大學政治系，並曾與朝鮮人門野、鄭孝根密議在日本展開抗日行動。是臺灣黨外民主運動與獨立運動先驅。

## 生平
蘇東啟中學畢業後於日本的泰國大使館擔任翻譯，後來由於反日而前往重慶，在中日戰爭中參與中國方面對日的作戰。台灣為國民政府接收後，蘇東啟返回台灣，並且在中國青年黨大老李萬居推薦下加入中國青年黨，而走入黨外陣營。
1950年，蘇東啟首次參選雲林縣議員，高票落選；但是在之後的1953年到1960年四次的雲林縣議員選舉，蘇東啟都以最高票當選，在民間享有「蘇大砲」之美稱，並與蔡誄、蔡連德、薛萬等人為當時雲林縣議會黨外「四大金剛」之首。1960年蘇東啟以黨外身分與國民黨提名之林金生角逐雲林縣長，僅以6000多票落選，縣民因而以「光榮縣長落選人」稱之。而當時雷震有意籌組反對黨中國民主黨，李萬居與蘇東啟都熱心支援；而1960年9月雷震被捕時，蘇東啟又於雲林縣議會提議要求蔣介石釋放雷震並獲得全數通過，而成為官方眼中釘。
此時嘉義縣民雄鄉人張茂鐘與雲林縣民詹益仁等人，計劃奪取保警和空軍訓練中心，發動武裝革命，控制電台推翻蔣介石政權並實現台灣獨立，暗中吸收黃金戲院管理員林東鏗、農會獸醫黃樹琳、商人李慶斌、商人陳金全、工人張世欽、陳火城、沈坤、農人王茂己等人為同志；並且將組織發展到中華民國國軍，吸收駕駛兵鄭金河、鄭正成、鄭清田、洪才榮、陳良、通信兵詹天增、吳進來、空軍訓練中心下士教育班長李志元等人。但是他們需要一位在社會上有名望者作為領導，於是找上蘇東啟；而蘇東啟也允諾予以支持。但是事機洩露，1961年9月19日蘇東啟被捕，其他人自次日起也先後被捕。總計被臺灣警備總司令部保安處逮捕的共三百餘人。
1962年5月17日，臺灣警備總司令部軍法處以祕密庭判處蘇東啟、張茂鐘和陳庚辛三人死刑，另四十七人分別判處無期徒刑、十五年及十二年不等的有期徒刑，但因法新社記者袁景濤的披露而引起海內外極大爭議，經聲請覆判後，國防部發佈撤銷原判決、發回更審。次年9月25日，改判蘇東啟、張茂鐘、詹益仁和陳庚辛四人無期徒刑，林東鏗、黃樹琳和鄭金河3人有期徒刑15年，李慶斌等9人有期徒刑12年，蔡光武等6人有期徒刑7年，黃錫琅等11人有期徒刑5年；顏錦福等7人以知情不舉，處有期徒刑2年；另外，廖學庚等10人有期徒刑2年、緩刑2年。蘇東啟的太太蘇洪月嬌也因該案而遭到逮捕，數度帶著初生的兒子蘇治原被監禁。
1975年蘇東啟因蔣介石逝世的特赦出獄，雖然因被褫奪公權而無法參選，後由蘇東啟之妻蘇洪月嬌參選，在臺灣省議員選舉中高票當選一戰成名，與桃園縣的黃玉嬌合稱南北雙嬌；也由於蘇東啟的影響，蘇東啟的女兒蘇治洋與蘇治芬往後也投入政治活動，形成雲林縣黨外陣營的蘇家班。
1992年2月9日，蘇東啟病逝於北港崇德街自宅，享壽69歲。

## 家族
其妻蘇洪月嬌擔任臺灣省議員四屆17年，在陳水扁擔任總統後獲聘為無給職國策顧問。長子蘇治灝曾擔任蘇東啟文教基金會執行長、雲林縣體育會圍棋委員會主任委員、中華民國圍棋協會理事、雲林縣圍棋教育推廣協會理事長。長女蘇治洋曾擔任國大代表與臺灣省議員。次女蘇治芬曾擔任民進黨不分區國大代表，曾擔任雲林縣長，是雲林縣第一位女性縣長，曾為雲林縣第一選區立法委員。次子蘇治原曾擔任行政院衛生署基隆醫院副院長。另有三女四女為蘇治宇、蘇勳璧。次女婿黃武雄為台大退休教授、數學家、知名教育改革專家。